# دریاچه قاچیق
دریاچه قاچیق (انگلیسی: Kachyk lake) یک دریاچه در شبه‌جزیره کریمه است.